# 板東谷川

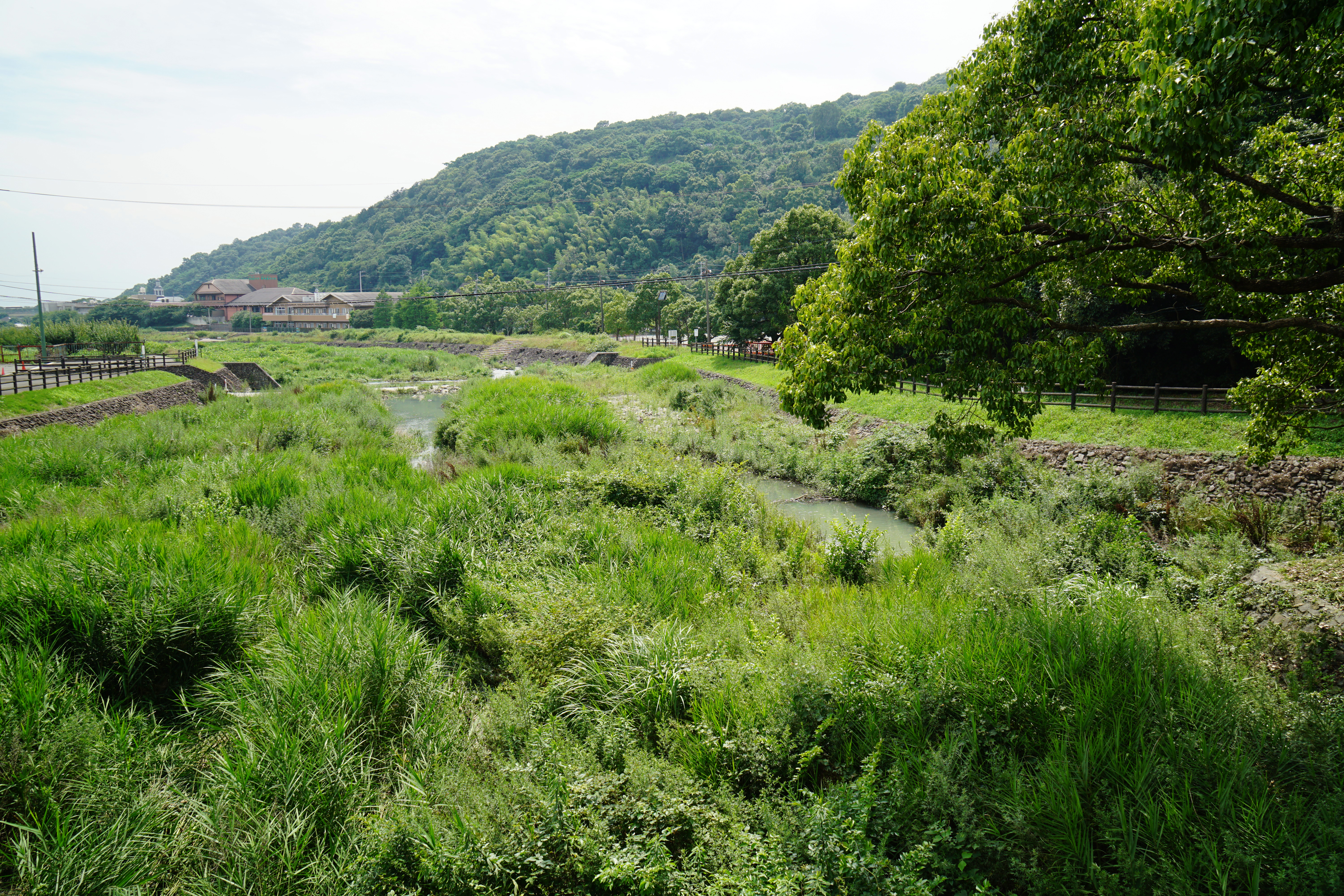
中流の祓川橋にて

板東谷川（ばんどうたにがわ）は、徳島県鳴門市を流れる吉野川水系の河川である。

## 地理
鳴門市大麻町の大麻山の水源から鳴門市南西部を流れ旧吉野川中流で合流する。
大麻山北方を水源として南に流れ、奥屋敷からの中谷と合流し、大麻比古神社南に扇状地をつくる。谷出口からの上流の流域免責は16号km2。扇頂付近は平素水無川である。
流域には鳴門市ドイツ館や大麻比古神社があり、大麻比古神社の境内奥に架かるドイツ橋は板東俘虜収容所に収容されたドイツ兵俘虜たちが、1919年（大正8年）に築造した。徳島県指定史跡となっている。

## 橋梁
- 祓川橋
- ドイツ橋

## 支流
- 中谷川

## 流域の主な施設
- 道の駅第九の里
- ドイツ館
- 大麻比古神社